# 양민석 (바둑 기사)
양민석(楊民錫, 2001년 3월 18일 ~ )은 대한민국의 바둑 기사이다.

## 약력
2001년 경기도 안양에서 태어났다. 장수영바둑도장에서 박병규, 이춘규, 박영롱 사범의 지도를 받았다. 2018년 대한체육회장배 전국최강부 중·고등 최강부에서 우승했고, 2019년 제1회 대통령배 전국바둑대회 고등부에서 우승을 차지했다. 2020년 제145회 일반 입단대회를 통해 주치홍과 최진원, 곽원근, 김세현과 함께 입단했다. 두터운 전투형의 바둑을 둔다. 2022년 2단을 거쳐 2023년 3단으로 승단했다.